# Achaearanea septemguttata
Achaearanea septemguttata là một loài nhện trong họ Theridiidae.
Loài này thuộc chi Achaearanea. Achaearanea septemguttata được Eugène Simon miêu tả năm 1909.